# Zəfər Quliyev
Zəfər Quliyev   (Lenkoran, 17 de juny de 1972) és un lluitador àzeri, ja retirat, especialista en lluita grecoromana, que va competir sota bandera russa durant la dècada de 1990.
El 1996 va prendre part en els Jocs Olímpics d'Estiu d'Atlanta, on guanyà la medalla de bronze en la categoria del pes minimosca del programa de lluita grecoromana.
En el seu palmarès també destaquen dues medalles al Campionat del món de lluita, de plata el 1993 i de bronze el 1995; i cinc medalles al Campionat d'Europa de lluita, tres d'or, una de plata i una de bronze entre el 1992 i el 1996. També guanyà el campionat soviètic de 1991, el de la Comunitat d'Estats Independents de 1992 i tres de Rússia, el 1992, 1993 i 1998.